# Janet Baker
Dame Janet Abbott Baker CH DBE FRSA (nascida em 21 de agosto de 1933) é uma cantora mezzo-soprano inglesa mais conhecida por ópera, de concerto, e lieder.
Ela foi particularmente intimamente associada com o barroco e início da ópera italiana, e as obras de Benjamin Britten. Durante a sua carreira, que se estendeu da década de 1950 para a década de 1980, ela foi considerada um excelente cantando actriz e muito admirado pela sua intensidade dramática, talvez a que melhor representação, em seu famoso retrato como Dido, a trágica heroína de Berlioz  magnum opus, Les Troyens. Como uma artista de concerto, Dame Janet era conhecido pelas suas interpretações de música de Gustav Mahler e Edward Elgar. David Gutman, escrevendo no Gramofone, descreveu o seu desempenho de Mahler Kindertotenlieder como "intimista, quase auto-comunhão."

## Biografia e carreira

### Início da vida
Janet Abbott Baker nasceu em Hatfield, South Yorkshire, onde seu o pai era um engenheiro bem como uma corista. os Membros de sua família trabalhou na Bentley Poço, em Doncaster, South Yorkshire. Ela participou York Colégio para Meninas e, em seguida, Wintringham Meninas' Gramática da Escola em Grimsby. A morte de seu irmão mais velho, Peter, quando ela tinha 10 anos de idade, a partir de uma condição de coração, foi um formativa momento que a fez tomar a responsabilidade para o resto de sua vida, ela revelou em uma Rádio 3 da BBC Lebrecht Entrevista em setembro de 2011.
Em seus primeiros anos de Padeiro trabalhava em um banco, transferindo-se para Londres em 1953, onde ela treinou com Meriel St Clair e Helene Isepp, cujo filho, Martin tornou-se seu regular acompanhante. Derrubado por um ónibus, em 1956, ela sofreu uma concussão e um persistente dolorosa lesão nas costas. Nesse mesmo ano, ela ficou em segundo lugar na Kathleen Ferrier Memorial da Concorrência no Wigmore Hall, ganhando a atenção nacional.

### Estreia
Em 1956, ela fez sua estreia nos palcos com Universidade de Oxford Opera Clube como Miss Róza em Smetana O Segredo. Naquele ano, ela também fez sua estreia em Glyndebourne. Em 1959, ela cantou Eduige na Ópera de Handel Sociedade Rodelinda; outros Handel funções incluídas Ariodante (1964), de que, mais tarde, ela fez um excelente gravação com Raymond Leppard, e Orlando (1966), que ela cantou no Barbeiro Instituto, Birmingham.

### Opera
Com o English Opera Group em Aldeburgh, Baker cantou Purcell's Dido e Eneias , em 1962, Polly ( Benjamin Britten's versão de A Ópera do Mendigo) e Lucretia (Britten O Estupro de Lucrécia). Em Glyndebourne, ela apareceu novamente como Dido (1966) e como Diana/Júpiter em Francesco Cavalli's La Calisto, e Penélope em Monteverdi's Il ritorno d'Ulisse na Pátria. Para Scottish Opera , ela cantou Dorabella em Mozart's Così fan tutte, Dido em Berlioz's A cavalos de tróia, bem como Dido em Purcell's Dido e Eneias, Otaviano de Richard Strauss's Der Rosenkavalier, o Compositor em Ariadne auf Naxos e o papel do Orfeo em Gluck's Orfeo ed Eurídice. O último foi considerada a sua assinatura de função; ela cantou muitas produções e gravações de desempenho de Glyndebourne está disponível (veja abaixo).
Em 1966, Janet Baker fez sua estreia como Hermia em Britten Midsummer night's Dream , no Royal Opera House, Covent Garden, e passou a cantar Berlioz's Dido, Kate em Britten Owen Wingrave, de Mozart Vitélia e Idamante, Créssida de William Walton's Troilus e Créssida e o papel-título de Gluck do Alceste (1981). Para a English National Opera, ela cantou o papel-título de Monteverdi a L'incoronazione di Poppea (1971), Charlotte, em Massenet's Werther, e os papéis de título na Donizetti's Maria Stuarda e Handel Giulio Cesare.

### Oratório e música
Durante este mesmo período, ela fez igualmente um forte impacto sobre o público nos concertos, tanto no oratório de funções e recitais a solo. Entre suas realizações notáveis são suas gravações do Anjo em Elgar's O Sonho de Gerontius, feito com Sir John Barbirolli , em dezembro de 1964, e Sir Simon Rattle mais de vinte anos depois; ela 1965 performances de Elgar Mar de Imagens e Mahler Rückert Lieder, também gravado com Barbirolli; e, também, a partir de 1965, a primeira gravação comercial de Ralph Vaughan Williams's" oratório de Natal" Hodie sob o comando de Sir David Willcocks. Em 1963, ela cantou o contralto parte na primeira desempenho na BBC Passeio Concertos de Mahler Ressurreição Sinfônica, sob a direção de Leopold Stokowski, em seguida, fazendo seus Bailes de estreia aparências. Ela se apresentou em 1971 para o Peabody Pedreiro Concerto da série, em Boston.
Em 1976, estreou o solo cantata de Fedra, escrito para ela por Britten; e Dominick Argento's vencedor do Prémio Pulitzer ciclo de música De o Diário de Virgínia Woolf, também escrito com a sua voz em mente. Ela também tem sido muito elogiado por sua perspicaz performances de Brahms's Alto Rhapsody, Wagner's Wesendonck Lieder , bem como o solo de canções de repertório do francês, o alemão e o inglês.

### Reforma
Dame Janet Baker aparência final da ópera era como Orfeo em Gluck do Orfeo ed Eurídice, em 17 de julho de 1982, em Glyndebourne. Ela continuou a realizar recitais lieder por mais sete anos, aposentando-se para o bem, em 1989. Ela publicou um livro de memórias, "Full Circle, em 1982. Em 1991, Baker foi eleito Chanceler da Universidade de Iorque. Ela ocupou o cargo até 2004, quando foi sucedido por Greg Dyke. Um entusiasta Patrono do Leeds International Pianoforte Concorrência, ela fez um discurso durante a cerimónia de encerramento do evento de 2009.

## Prémios e distinções
Janet Baker foi feito um Comandante da Ordem do Império Britânico (CBE), em 1970, e nomeado para Dame Commander (DBE), em 1976. Ela foi nomeada membro da Ordem dos Companheiros de Honra (CH) em 1993. Em 1968, ela foi iniciada como Membro Honorário da Sigma Alpha Iota Internacional de Música de Fraternidade pelo Alfa Omicron Capítulo no Occidental College, na Califórnia, Estados Unidos. Ela recebeu o Léonie Sonning de Música Prêmio da Dinamarca , em 1979. Ela é o destinatário de ambos título de membro Honorário (1987) e a Medalha de Ouro (1990), da Royal Philharmonic Society. Ela foi Vice-Presidente de Bach Coro desde 1983. Em 2007, ela recebeu o ilustre Músico Prêmio da Sociedade Incorporada de Músicos e, em 2011, ela foi instalado como um título Honorário de Freeman do Venerável Companhia de Músicos em uma cerimônia na Cidade de Londres. Esta é a maior honra que a Empresa pode oferecer a uma colega músico.
Ela foi votado em toca-discos revista de inauguração do Hall da Fama em 2012.

## Vida privada
Ela casou-se com James Keith Shelley em 1957, em Harrow. Após sua aposentadoria como cantora ela fez executar e gravar algumas falado funções como, por exemplo, o papel do Narrador no Britten música incidental para O Resgate de Penélope; anos mais tarde, além de ocasionais aparições públicas, tais como o de 2009 Leeds evento, ela agora tem "nada a ver com ninguém, excepto amigos próximos".

## Gravações
- Bellini: I Capuleti e i Montecchi, Beverly Sills, Robert Lloyd, Nicolai Gedda, Raimund Herincx, John Alldis Choir, New Philharmonia Orchestra, conducted by Giuseppe Patanè. 1975. Studio recording. EMI Records Ltd.
- Berlioz: Béatrice et Bénédict, with Christiane Eda-Pierre, Helen Watts, Robert Tear, London Symphony Orchestra, Colin Davis. Recorded Henry Wood Hall, 19–22 December 1977. LP Philips 6700 121.  CD 416 952 2.
- Berlioz: Les Troyens : scenes from Act V and La Mort de Cléopâtre, London Symphony Orchestra, Alexander Gibson. Recorded Watford Town Hall, 14–15 September 1969. LP - ASD2516, CD CDM7 69544 2.
- Berlioz: L’Enfance du Christ, Op.25 - John Alldis Choir, London Symphony Orchestra, Colin Davis. Recorded Watford Town Hall, 24–28 October 1976. LP Philips 6700 106,  CD 415 949 2.
- Britten: Spring Symphony, op44, with Sheila Armstrong, Robert Tear, London Symphony Orchestra, André Previn. Recorded Kingsway Hall, 28–29 June 1978. LP ASD3650, CD CDC7 47667 2
- Delius: Songs of Sunset, John Shirley-Quirk, Royal Liverpool Philharmonic Orchestra and Chorus, Charles Groves
- Elgar: Sea Pictures, Op. 37, London Symphony Orchestra, John Barbirolli. Recorded 30 August 1965, Abbey Road Studio 1. LP - ASD655, CD CDC7 47329 2[18]
- Gluck: Orpheus and Euridice at Glyndebourne Festival Opera, conducted by Raymond Leppard. On video. Copyright 1982 by National Video Corporation, Limited.
- Handel: Julius Caesar with the English National Opera; Charles Mackerras conducting (Chandos CHAN 3019; recorded 1–7 August 1984; released 1999). A studio-made video of the ENO production, recorded at Limehouse Studio, was released on video and later DVD.[19]
- Mahler: Kindertotenlieder with The Hallé Orchestra; John Barbirolli conducting (EMI LP cat. no. ASD 2338; released 1968)
- Mahler: Das Lied von der Erde with the Royal Concertgebouw Orchestra under Bernard Haitink (Philips, 1975)
- Mahler: Symphony No. 2 with the London Symphony Orchestra, BBC Chorus etc., Leopold Stokowski conducting (BBC Proms 1963); (BBC Legends)
- Mahler: Symphony No. 2 in "The Klemperer Legacy"; Chor und Symphonie-Orchester des Bayerischer Rundfunks ; Otto Klemperer conducting (EMI, 1998)
- Mozart: Cosi fan tutte, conducted by Colin Davis (Philips, 1974)
- Mozart: La clemenza di Tito, conducted by Colin Davis (Philips, 1977)
- Purcell: Dido and Aeneas, conducted by Anthony Lewis, English Chamber Orchestra, The St. Anthony Singers; rec. Oct. 1961; with Raimund Herincx as Aeneas. Decca Legendary Performances/UMG. SOL 60047.
- Schubert: Lieder.  A double-CD with pianists Gerald Moore and Geoffrey Parsons, containing forty-two songs.  EMI classics, 7243 5 69389 2